# Magie moderne
Pour plus de détails, voir Fiche technique et Distribution.
Magie moderne est un film muet fantastique français réalisé par Segundo de Chomón, et sorti en 1908.

## Synopsis
Une magicienne pose une boite mystérieuse sur une vitre en équilibre sur une rangée de carafes. Des fumées s'en échappent et des personnages apparaissent. La magicienne se transforme en femme-papillon.

## Fiche technique
- Titre : Magie moderne
- Titre anglais: Modern Magic
- Réalisation : Segundo de Chomón
- Société de production : Pathé Frères
- Pays d'origine :  France
- Genre : Film fantastique, Film à trucs
- Durée : 4 min (120 m)

## Distribution
- Julienne Mathieu : la magicienne
- Un assistant en costume

## À noter
- Le film est restauré par le Musée national du cinéma de Turin en 2011 mais le résultat reste difficile à visionner.